# Leptoptilos dubius
El marabú argala (Leptoptilos dubius) es una especie de ave ciconiforme de la familia Ciconiidae de gran tamaño en peligro de extinción, ya que se halla solo en Assam (India) y Camboya, con un total de menos de 1000 parejas.